# Port lotniczy Akita
Port lotniczy Akita (jap. 秋田空港) – międzynarodowy port lotniczy położony w Akita, 14 km na południowy wschód od dworca kolejowego.